# Yokomizo-Seishi-Preis für Mystery & Horror
Yokomizo-Seishi-Mystery- und Horrorpreis (japanisch 横溝正史ミステリ&ホラー大賞) ist ein japanischer Literaturpreis für Nachwuchsautorinnen und -autoren, der vom Verlagshaus Kadokawa ausgelobt wird.

## Geschichte
Der Preis wurde im Jahr 1980 zu Ehren des bekannten Kriminalschriftstellers Seishi Yokomizo ins Leben gerufen, ursprünglich unter dem Titel Yokomizo-Seishi-Preis (横溝正史賞). Ziel war es, neue Talente im Bereich der Kriminalliteratur zu fördern. Seit 2019 wurde der Preis mit dem Japanischen Horrorromanpreis (日本ホラー小説大賞) zusammengeführt und unter dem heutigen Namen fortgesetzt.
Der Hauptpreis ist mit 5 Millionen Yen dotiert; daneben werden ein „Leserpreis“, ein „Kadokawa-Kakuyomu-Preis“ sowie Auszeichnungen für besonders herausragende Werke („Lobende Erwähnungen“, „Förderpreise“) vergeben. Von 2002 bis 2010 wurde auch ein „Fernsehpreis“ von TV Tokyo verliehen, der mit einer geplanten TV-Adaption der preisgekrönten Werke einherging.
Seit 2023 können Beiträge auch über die Literaturplattform Kakuyomu eingereicht werden. Aus dieser Zusammenarbeit ging der neue Kakuyomu-Preis hervor, bei dem das Siegerwerk per Onlineabstimmung gekürt wird.

## Auswahlkommission
Die Jury setzt sich aus prominenten Schriftstellerinnen und Schriftstellern zusammen. Zu den früheren Jurymitgliedern zählen:
- Kyōji Ishikawa, Haruhiko Ōyabu, Masahiro Ogi, Takao Tsuchiya, Kawatarō Nakajima, Shizuko Natsuki, Seishi Yokomizo.
- In jüngeren Jahren: Yukito Ayatsuji, Arisu Arisugawa, Hiroyuki Kurokawa, Mizuki Tsujimura, Shūsuke Michio, Kanae Minato und Honobu Yonezawa.

## Preisträger (Auswahl)
| Jahr | Autor(in)                   | Titel                          |                        | Deutsche Übersetzung                            |
| ---- | --------------------------- | ------------------------------ | ---------------------- | ----------------------------------------------- |
| 1981 | Saitō Mio                   | Kono ko no nanatsu no oiwai ni | この子の七つのお祝いに | Zur Feier des siebten Geburtstags dieses Kindes |
| 1982 | Aku Yū                      | Satsujinkyō jidai – Yurie      | 殺人狂時代 ユリエ      | Die Ära des Mordwahns: Yurie                    |
| 1983 | Taira Ryūsei                | Datsugoku jōshikō              | 脱獄情死行             | Ausbruch und Liebestod                          |
| 1985 | Ishii Ryūsei / Ihara Manami | Mikaeri bijin o kese           | 見返り美人を消せ       | Eliminiere die rückblickende Schönheit          |
| 1987 | Hattori Mayumi              | Toki no arabesuku              | 時のアラベスク         | Arabeske der Zeit                               |
| 1989 | Abe Satoshi                 | Kesasareta kōseki              | 消された航跡           | Gelöschte Kielspur                              |
| 1991 | Anekōji Yū                  | Ugoku fudōsan                  | 動く不動産             | Bewegliche Immobilie                            |
| 1992 | Haba Hiroyuki               | Repurika                       | レプリカ               | Replik                                          |
| 1995 | Shibata Yoshiki             | RIKO – Megami no eien          | RIKO 女神の永遠        | RIKO – Die Ewigkeit der Göttin                  |
| 1998 | Yamada Muneki               | Chokusen no shikaku            | 直線の死角             | Der tote Winkel der Geraden                     |
| 2001 | Kawasaki Sōshi              | Nagai ude                      | 長い腕                 | Der lange Arm                                   |
| 2002 | Hatsuno Sei                 | Mizu no tokei                  | 水の時計               | Die Wasseruhr                                   |
| 2004 | Murasaki Tomo               | Kaze no uta, hoshi no kuchibue | 風の歌、星の口笛       | Lied des Windes, Pfiff der Sterne               |
| 2005 | Ioka Shun                   | Itsuka, niji no mukō e         | いつか、虹の向こうへ   | Eines Tages, jenseits des Regenbogens           |
| 2013 | Ikane Gentarō               | Miezaru ami                    | 見えざる網             | Das unsichtbare Netz                            |
| 2014 | Fujisaki Shō                | Kamisama no ura no kao         | 神様の裏の顔           | Das verborgene Gesicht Gottes                   |
| 2016 | Itsuki Yū                   | Niji o matsu kanojo            | 虹を待つ彼女           | Das Mädchen, das auf den Regenbogen wartet      |
| 2020 | Hara Hiroshi                | Hikuidori o, kuu               | 火喰鳥を、喰う         | Den Feuervogel fressen                          |
| 2021 | Niina Satoshi               | Urokogyo                       | 虚魚                   | Phantomfisch                                    |
| 2023 | Kitazawa Tō                 | Ongoku                         | をんごく               | Ongoku (Titel unübersetzbar)                    |